# Terzina dantesca
 (janvier 2021).
La terzina dantesca, ou terzina incatenata (« terzina enchainée »), est la strophe utilisée par Dante dans la rédaction de la Divine Comédie.

## Description
« Per me si va ne la città dolente,
Per me si va ne l'etterno dolore,
Per me si va tra la perduta gente.

Giustizia mosse il mio alto fattore;
Fecemi la divina potestate
La somma sapïenza e 'l primo amore.

Dinanzi a me non fuor cose create
Se non etterne, e io etterna duro.
Lasciate ogne speranza, voi ch'intrate. »
— Chant III, v.1-9
La terzina dantesca est composée de trois vers hendécasyllabes (du préfixe grec « hendéca » qui signifie « onze »), dont le premier et le troisième riment entre eux, tandis que le second rime avec le premier et le troisième du tercet successif.
Chaque chant se termine par un vers isolé qui ferme la rime avec le second vers du tercet qui le précède. En divisant par trois le numéro des vers d'un chant on obtient donc toujours un reste de 1.
Dans la terzina dantesca apparaît la rima incatenata (« rime enchaînée ») parce que, par le second vers, chaque tercet s'enchaîne à la suivante comme les anneaux d'une chaîne. cette structure facilite la mémorisation de la séquence de vers et empêche qu'un copiste puisse ajouter ou effacer des tercets ou des simples vers car dans cette éventualité la séquence serait interrompue.
Ce type de rime est aussi appelée terza rima pour la bonne raison que tous les vers riment de trois en trois à l'exception de deux vers au début (le premier et le troisième du premier tercet) et à la fin (le second du dernier tercet et le vers du final), qui riment seulement deux à deux.
Le schéma des rimes s'écrit de la façon suivante :
ABA BCB CDC DED ... UVU VZV Z
Les rimes qui débutent et terminent les divers chants ne sont pas liées entre elles.
Un possible aïeul de la terzina dantesca est le sirventès (ou sirvente ou encore serventois) : une strophe de trois vers hendécasyllabes possédant une même rime suivie par un quinario qui introduit la rime de la strophe successive.
Dans Vita Nuova Dante inclut une composition poétique du nom Pìstola sotto forma di serventese qui est considérée comme une anticipation de la strophe de la Comédie.

## Rime du Christ
Le mot Christ rime toujours et uniquement avec lui-même : Dante veut de cette façon signifier qu'aucun autre mot n'est digne d'être associé au nom du Christ.
Selon Luigi Pietrobono, ce choix serait dû au désir du poète d'expier un pêché pour avoir utilisé le nom du Christ dans un sonnet comique, Mais, vu que la rime se trouve dans le Paradis, quand l'expiation des pêchés est terminée, l'interprétation semble erronée.